# Adriana Tortajada
Adriana Guadalupe Tortajada Narváez (Guadalajara, Jalisco, 18 de abril de 1977) es una de las promotoras del ecosistema emprendedor mexicano, Es conferencista, panelista y jurado en las iniciativas de emprendimiento, innovación, impacto e inversión en América, Europa y Asia desde hace casi dos décadas.
Formó parte del equipo fundador del Instituto Nacional del Emprendedor (INADEM) de la Secretaría de Economía al frente de la Dirección General de Programas de Emprendedores y Financiamiento. Actualmente es la CEO y Managing Partner del Fondo Twelve Hundred ("1200 VC"), una plataforma de inversión en etapa inicial que busca invertir en administradores de fondos y fundadores que dan forma al futuro de la humanidad. Su enfoque se centra en buscar las tecnologías transformadoras y que creen valor regional, que lograrán acelerar un impacto positivo en el planeta y la sociedad.

## Educación
Licenciada en Finanzas con excelencia académica por la Universidad de Guadalajara (1999), en donde también cursó el diplomado en Evaluación de Proyectos Públicos Municipales y Estatales(1999). En el 2002 se graduó como Maestra en Administración Pública en el Instituto Universitario Investigación Ortega y Gasset, de Madrid, España.
Tortajada cursó además diferentes programas de especialidad incluyendo: “Una administración del siglo XXI al servicio de los ciudadanos” en la Escuela de Administración Regional de Castilla-La Mancha (2002), “Finanzas Corporativas e Ingeniería Financiera” de la Fundación de Investigación para el Desarrollo Profesional (FINDES) (2004), diplomado de “Dirección y Liderazgo” del Tec de Monterrey (2008), “Open Innovation and Corporate Entrepreneurship” de Berkeley Haas School of Business (2008) y la especialización en “Administración de Fondos de Inversión y Ecosistema de Innovación” del Programa Kauffman en California (2013).

## Trayectoria
Adriana Tortajada inició su carrera en el sector público en el estado de Jalisco. En 2004 se trasladó a la Ciudad de México para liderar el Fideicomiso de Inversión de NAFIN, en conjunto con la Dirección de Innovación Tecnológica CONACYT para crear el Fondo Emprendedores CONACYT- NAFINSA que apoyaría a emprendedores tecnológicos y científicos con recursos públicos.
En 2013 fue directora general de Programas de Emprendedores y Financiamiento, y parte del equipo fundador del Instituto Nacional del Emprendedor (INADEM) de la Secretaría de Economía, en donde fortaleció el ecosistema de emprendimiento e innovación de México y promovió la creación de diferentes fondos de capital semilla para emprendedores.
De 2016 a 2018 estuvo a cargo de la dirección de Venture Capital y Mezzanine de la organización Fondo de Fondos, la unidad de negocio especializada en capital emprendedor, México Ventures.
En 2017 participó en el libro “Iniciativa empresarial. Hacer el bien y hacerlo bien” del Instituto Panamericano de Alta Dirección de Empresa (IPADE) en colaboración con el Centro de Investigación en Iniciativa Empresarial de EY en el capítulo Políticas Públicas Incluyentes de Apoyo al Ecosistema Emprendedor.
Fue la Directora Global de Emprendimiento de Grupo Santander, donde tomó el liderazgo de integrar la primera red global de emprendimiento e innovación, que apoye a los emprendedores en sus tres principales retos: talento, clientes y financiación. Además de articular la oferta de más de 1,200 universidades a nivel global con quien Santander tiene convenio, lo más relevante es darle viabilidad y una oferta de valor a los principales actores del ecosistema de emprendimiento e innovación global.
Desde enero de 2022, Adriana es la CEO y Managing Partner del Fondo Twelve Hundred ("1200 VC"), una plataforma de inversión en etapa inicial que busca invertir en administradores de fondos y fundadores que dan forma al futuro de la humanidad. Su enfoque se centra en buscar las tecnologías transformadoras y que creen valor regional, que lograrán acelerar un impacto positivo en el planeta y la sociedad.
Ha participado en el desarrollo del primer Consejo Binacional de Emprendimiento e Innovación de México y USA (MUSEIC), como jurado en la primera convocatoria de Fondos en Argentina y el primer fondo de los países de la Alianza del Pacífico en conjunto con el IDB Innovation Lab (FOMIN-MIF). Actualmente es consejera independiente del Comité de Inversiones del Fondo de Fondos de Perú y chairperson del Advisory Board, del Latam Impact Fund of Funds.
Adriana es miembro de la clase 16 del Programa para VC Fund Managers de Kauffman (Kauffman Fellows Program) en el “Center for Venture Education” en Palo Alto, California (2011-2013). La misión de la KFP es desarrollar la próxima generación de líderes en Capital de Riesgo del mundo.

## Reconocimientos
- Reconocimiento “30 promesas en los 30”, México. Revista Expansión, 2006.[3]
- “Trajectory Award” de Amexcap.[19][20]
- “Becaria del Año 2017”, Fundación Magdalena O. Vda. de Brockmann